# Ксут
Ксут, також Ксуф (грец. Ξοῦθος) — син Елліна й німфи Орсеїди, брат Дора й Еола.
Переселившись із Фессалії в Афіни, одружився з дочкою Ерехтея Креусою. Міф про Ксута намагається наївно пояснити версію, за якою грецькі племена прибули з півночі.